# Пугачово (Сахалінська область)
Пугачово (рос. Пугачёво) — село у Макаровському міському окрузі Сахалінської області Російської Федерації.
Населення становить 85 осіб (2013).

## Історія
З 1905 по 3 вересня 1945 року у складі губернаторства Карафуто Японії, відтак у складі Макаровського міського округу Сахалінської області.

## Населення
| 1925 | 1935  | 2002 | 2010 | 2013 |
| ---- | ----- | ---- | ---- | ---- |
| 1698 | ↘1643 | ↘134 | ↘97  | ↘85  |